# Mosze Baram
Mosze Baram (hebr. משה ברעם, ang. Mosze Baram, ur. 17 marca 1911 w Zdołbunowie, zm. 5 grudnia 1986) – izraelski polityk w latach 1974–1977 minister pracy, w latach 1976–1977 oraz minister opieki społecznej, w latach 1959–1977 poseł do Knesetu z list Mapai i Koalicji Pracy.

## Życiorys
Baram urodził się w Zdołbunowie w Imperium Rosyjskim (obecnie na Ukrainie) w 1911. Uczęszczał do szkoły handlowej w Kownie. W młodości wstąpił do ruchów HeChaluc oraz Dror, który był afiliowany przy partii Poalej Syjon.
W 1931 roku dokonał aliji do Palestyny. Po przybyciu do kraju, pracował w branży budowlanej i dołączył do Hagany. W 1934 roku rozpoczął pracę w Agencji Żydowskiej. Cztery lata później (w 1938 roku) został członkiem Sekretariatu jerozolimskiego oddziału Mapai, a w 1943 roku został mianowany Sekretarzem. W latach 1944–1949 służył również jako delegat na Zgromadzenie Przedstawicieli. W 1948 roku Baram został wybrany sekretarzem jerozolimskiej Rady Robotników i z jej ramienia w latach 1955−1959 służył jako członek rady miasta Jerozolimy.
W 1959 roku został wybrany do Knesetu z listy Mapai. W 1965 roku Mapai stała się częścią Koalicji Pracy, z którą to Baram pozostał członkiem Knesetu aż do 1977 roku. W 1974 roku, pod koniec swojej kariery politycznej, Baram został mianowany ministrem pracy, a krótko przed wyborami w 1977 objął także obowiązki ministra opieki społecznej.
W wyborach nie uzyskał reelekcji, do Knesetu dostał się jego syn Uzzi, który był posłem do 2001 roku, pełnił też funkcje ministra turystyki i ministra spraw wewnętrznych.
W 1981 Mosze Baram wydał książkę „Lo BeTelem” (Nie w bruździe).